# Orest Koslowsky
Orest Koslowsky (ryska: Орест Козловский, med standardiserad translitterering: Kozlovskij) född 28 augusti 1914 i Rostov Ryssland död i oktober 1997 i Malmö, svensk balettmästare, dansör och koreograf.

## Filmografi

### Roller
- 1975 – Ägget är löst!

### Koreograf
- 1975 – Ägget är löst!

## Teater

### Koreografi
| År   | Produktion                                          | Upphovsmän                                                               | Regi             | Teater                   |
| ---- | --------------------------------------------------- | ------------------------------------------------------------------------ | ---------------- | ------------------------ |
| 1950 | Lycklig som Larry Happy As Larry                    | Donagh McDonagh Översättning Åke Lindström                               | John Zacharias   | Helsingborgs stadsteater |
| 1951 | Millionären från Peru Meine Nichte Susanne          | Hans Adler och Alexander Steinbrecher Översättning Gunnar Rydgren        | John Zacharias   | Helsingborgs stadsteater |
| 1951 | Hus med dubbel ingång Casa con dos puertas          | Pedro Calderón de la Barca Översättning Hjalmar Gullberg och Ivar Harrie | John Zacharias   | Helsingborgs stadsteater |
| 1953 | Komedin om oss människor You Can't Take It with You | Moss Hart och George S. Kaufman                                          | Ingrid Luterkort | Helsingborgs stadsteater |